# Arditi (jednostki wojskowe)

Flaga arditi

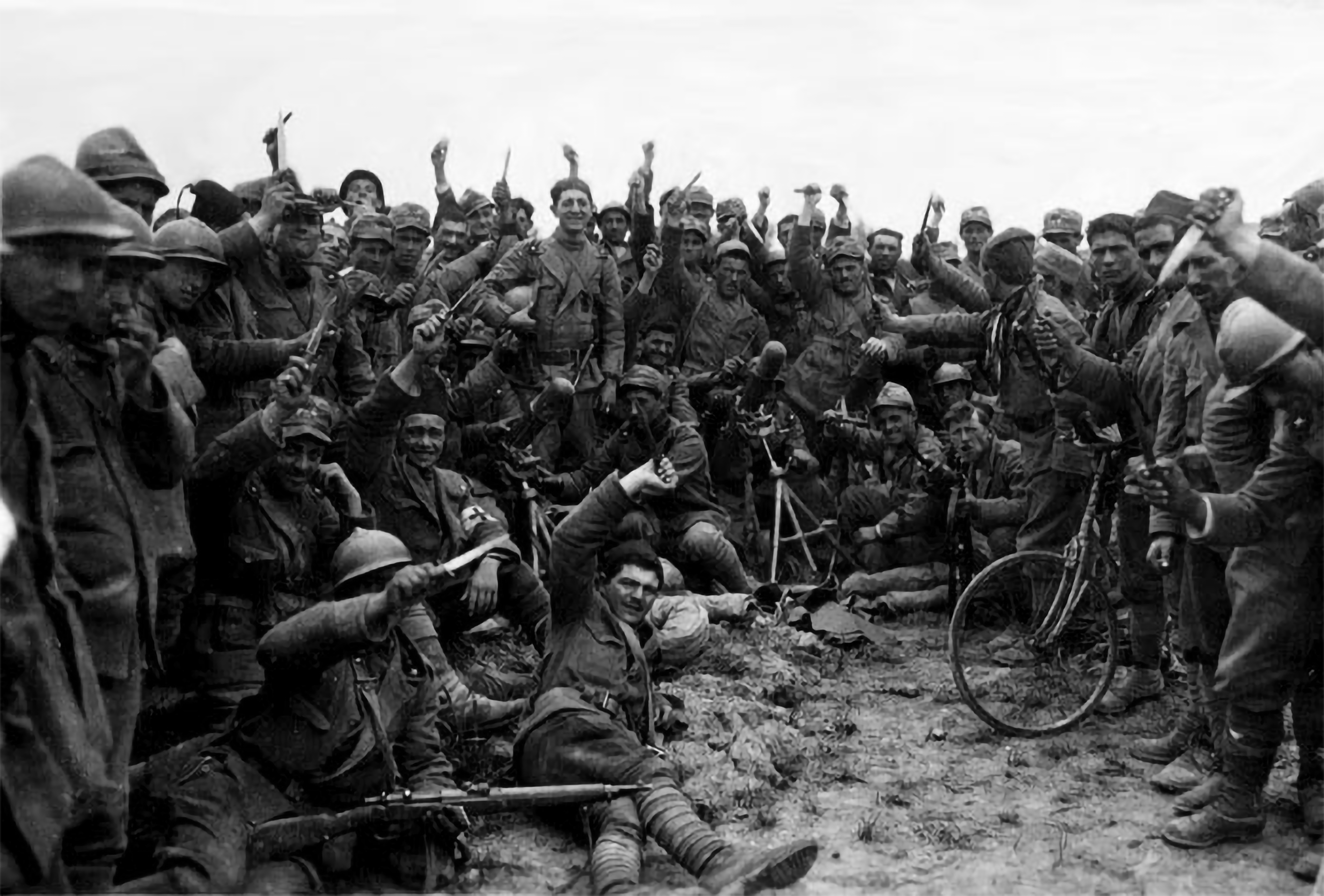
Arditi w okopach

Arditi – włoskie jednostki uderzeniowe z okresu I wojny światowej, utworzone w styczniu 1917.

## Historia
Jednostki wyróżniały się wyjątkowym bohaterstwem oraz zdyscyplinowaniem i były uważane za arystokrację w armii włoskiej. Powierzano im szczególnie niebezpieczne i ryzykowne zadania. W zamian za wzorową postawę, dowództwo przymykało oczy na drobne ekscesy poszczególnych żołnierzy. Problemy powstały po zakończeniu wojny, kiedy to sfrustrowani arditi stali się trudni do opanowania w cywilu. Część z nich poparło wyprawę Gabriele d'Annuzio na Fiume i przyłączyło się do legionistów fiumeńskich, a część zasiliła szeregi ruchu futurystycznego.

Arditi byli elementem zaplanowanego zamachu stanu powstałego w sztabie III Armii Duca D’Aosta, mającego na celu zajęcie Dalmacji i utworzenie Republiki Trzech Wenecji. Powracający z Libii oddział arditi z I Dywizji Uderzeniowej, pozostający pod dowództwem generała Ottavio Zoppiego miał wylądować w Spalato i zająć Dalmację. Plan nie doszedł do skutku z powodu odmowy poparcia go przez generała Pietro Badoglię. W kwietniu 1919 arditi brali udział w podpaleniu siedziby redakcji socjalistycznego czasopisma Avanti! w Mediolanie. 26 stycznia 1920 grupa arditi uprowadziła wiernego rządowi oraz znanego z wrogości do Gabriele D’Annunzio generała Arturo Nigrę. Arditi i futuryści dostarczyli Benito Mussoliniemu podstaw do przeniknięcia w środowisko kombatantów. W zamian duce ratował w późniejszym okresie tych arditi, którzy popadali w różnego rodzaju problemy. To właśnie ludzie wywodzący się z arditi utworzyli pierwsze związki kombatanckie (wł. Fasci di combattimento) w różnych miastach Włoch. Historyk Gioacchino Volpe napisał, że Mussolini:
musiał dostrzec w ruchu faszystowskim cząstkę siebie, w postaci arditi, którzy po opuszczeniu Fiume, rozprzestrzenili się po całych Włoszech, przynosząc nowym formacjom faszystowskim swoje pieśni, rytuały, symbole, okrzyki wojenne i ferment małego społeczeństwa wojennego, jakim było społeczeństwo fiumeńskie.

## Wyposażenie
Ekwipunek żołnierzy jednostek składał się pistoletu, granatu ręcznego i sztyletu. Na mundurach wojskowi nosili symbol płomienia, a w czasie walk o zajęcie Fiume ich formacje nazywano Fiamme Nere (pol. Czarne Płomienie).